# Ferdinando Minucci
Ferdinando Minucci (* 18. Januar 1782 in Florenz; † 2. Juli 1856 ebenda) war von 1828 bis zu seinem Tod Erzbischof von Florenz.

## Leben

### Vor der Ernennung zum Erzbischof
Minucci stammte aus einer toskanischen Adelsfamilie und studierte zunächst in Volterra. Nach 1802 schloss er sein Studium in Theologie sowie zivilem und kanonischem Recht an der Universität La Sapienza in Rom ab. Er empfing am 17. August 1806 in Florenz die Priesterweihe und wurde Kanonikus der Kathedrale. 1810 wurde Minucci verhaftet und nach Korsika deportiert, da er die von Napoleon Bonaparte betriebene Ernennung von Antoine-Eustache d’Osmond zum neuen Erzbischof von Florenz nicht anerkannte. Er kehrte 1813 zurück und stieg 1821 zum Generalvikar des Erzbistums Florenz auf.

### Wirken als Erzbischof von Florenz

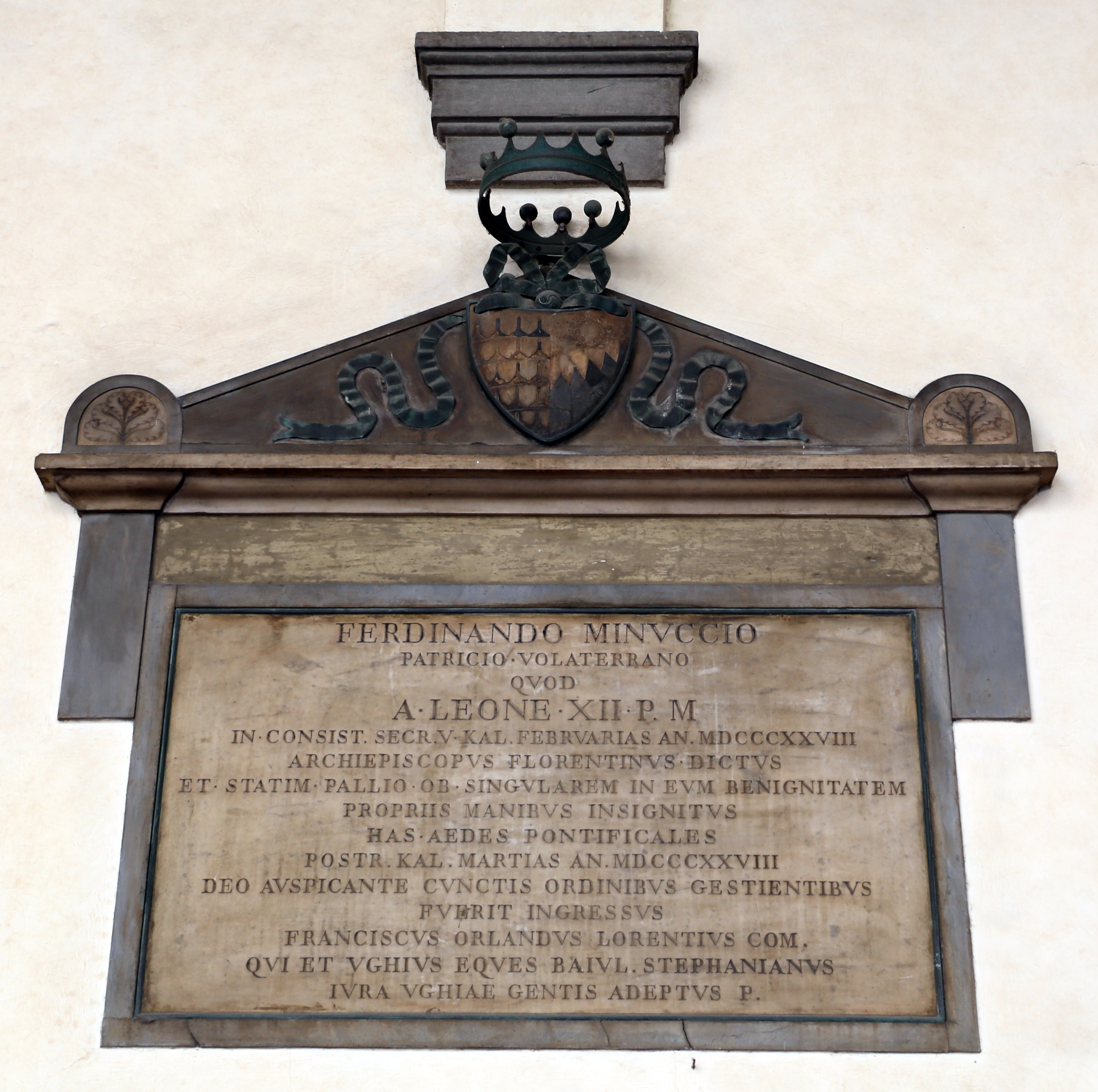
Gedenktafel an Erzbischof Minucci und Papst Leo XII. in Florenz

Papst Leo XII. ernannte ihn am 28. Januar 1828 zum neuen Erzbischof von Florenz, nachdem Minucci bereits seit 1826 als Kapitularvikar die Amtsgeschäfte geführt hatte. Die Bischofsweihe spendete ihm am 3. Februar 1828 Kardinal Giovanni Francesco Falzacappa. Mitkonsekratoren waren Pietro Caprano, Sekretär der Kongregation De Propaganda Fide, und Francesco Canali, früherer Bischof von Tivoli. Noch am Tag seiner Bischofsweihe veröffentlichte Minucci einen Hirtenbrief, in dem er das Ziel formulierte, das kirchliche Leben im Erzbistum nach den politischen Wirren der Vorjahre wieder zu beleben. 1841 verlieh ihm der Großherzog der Toskana Leopold II. das Großkreuz des Verdienstordens des heiligen Joseph. Im Juni 1846 nahm Erzbischof Minucci an der Krönung des neuen Papstes Pius IX. in Rom teil.
Ende 1847 und zu Beginn des Jahres 1848 unterstützte er Großherzog Leopold II. bei dessen Kampf gegen aufstrebende Revolutionen und der Einführung einer Verfassung. Er forderte jedoch, den Katholizismus als Staatsreligion des Großherzogtums festzuschreiben. Noch 1848 wurde Minucci in den Senat berufen. Im Folgejahr, als die Kämpfer für den Risorgimento an Einfluss gewannen, musste er das Priesterseminar schließen und Florenz verlassen. Während der Karwoche 1849 konnte er in die Stadt zurückkehren.

### Späte Jahre und Tod
1854 reiste er nach Rom und erlebte dort die Verkündung des Dogmas der Unbefleckten Empfängnis. Ferdinando Minucci, zu diesem Zeitpunkt 72 Jahre alt, war jedoch bereits von Alter und Krankheit geschwächt. Pius IX. erhielt Berichte aus Florenz, in denen dem Erzbischof mangelnde Kontrolle über die Leitung der Diözese vorgeworfen wurde. Im Februar 1856 bot er ihm die Erhebung zum Patriarchen bei gleichzeitigem Verzicht auf die Führung des Erzbistums Florenz an, verbunden mit einem ehrenwerten Wohnsitz in Rom. Minucci lehnte das Angebot des Papstes ab. Am 10. Juni desselben Jahres empfing er die Sterbesakramente, drei Wochen später starb er. Ferdinando Minucci wurde in der Kathedrale von Florenz beigesetzt.